# Matt Kelly
Matt „Bud“ Kelly (* 23. März 1985 in Tottenham, Ontario) ist ein kanadischer Eishockeyspieler, der bis Januar 2016 bei dem EC VSV aus der EBEL unter Vertrag stand.

## Karriere
Matt Kelly begann seine Karriere als Profieishockeyspieler 2002 bei den Thornhill Rattlers in der OPJHL. Noch im gleichen Jahr wechselte er zu den Belleville Bulls aus der Ontario Hockey League, wo er vier Jahre lang verteidigte. In der Saison 2005/06 kam er zu drei Einsätzen bei den Manitoba Moose aus der American Hockey League. Im Sommer 2006 unterschrieb er einen Vertrag bei den Victoria Salmon Kings aus der ECHL. Auch in der Saison 2007/08 kam er zu einigen Einsätzen bei den Manitoba Moose aus der AHL.
Im Sommer 2009 wechselte er nach Europa und unterschrieb einen Vertrag in Italien beim HC Pustertal, welcher in den folgenden zwei Jahren verlängert wurde.
Im Mai 2012 unterschrieb Kelly bei den Ravensburg Towerstars aus der 2. Eishockey-Bundesliga, wo er mit der Trikotnummer 44 auflief.
Im Frühjahr 2015 wechselte Kelly – zusammen mit Miha Verlič – von den EC Graz 99ers zum EC VSV. Am 26. Januar 2016 bestritt er sein letztes Spiel für die Villacher und kehrte nach einer vorzeitigen Vertragsauflösung aus familiären Gründen nach Kanada zurück.

## Erfolge und Auszeichnungen
- 2010: meiste Assists (36) und meiste Punkte (43) von einem Verteidiger der Serie A1
- 2011: Sieger Coppa Italia mit dem HC Pustertal und Spieler des Jahres der Serie A1
- 2012: Sieger Supercoppa Italiana mit dem HC Pustertal
- 2013: meiste Tore (13) eines Verteidigers der DEL2

## Statistik
(Stand: Ende der Saison 2009/10)